# Пашкі-Дуже
Пашкі-Дуже (пол. Paszki Duże) — село в Польщі, у гміні Радинь-Підляський Радинського повіту Люблінського воєводства.
Населення — 351 особа (2011).
У 1975-1998 роках село належало до Білопідляського воєводства.

## Демографія
Демографічна структура станом на 31 березня 2011 року:
|          | Загалом | Допрацездатний вік | Працездатний вік | Постпрацездатний вік |
| -------- | ------- | ------------------ | ---------------- | -------------------- |
| Чоловіки | 173     | 48                 | 101              | 24                   |
| Жінки    | 178     | 35                 | 104              | 39                   |
| Разом    | 351     | 83                 | 205              | 63                   |